# Bajec
Bajec je 487. najbolj pogost priimek
v Sloveniji, ki ga je po podatkih Statističnega urad Republike Slovenije na dan 31. decembra 2007 uporabljalo 566 oseb,  na dan 1.januarja 2011 pa 556 oseb ter je med vsemi priimki po pogostosti uporabe zavzel 515. mesto. Prvotno je ime označevalo čarovnika (to je tisti, ki baja), ali nekoga, ki je znal zdraviti bolne.

## Znani nosilci priimka
- Anton Bajec (1897—1985), jezikoslovec, univ. profesor in akademik; tudi šahist
- Ambrož Bajec Lapajne (1974—2024), operni pevec, tenorist
- Boštjan Bajec (*1975), psiholog, univ. prof.
- Darinka Bajec (1924—2017), redovnica, oblikovalka keramike in restavratorka
- Drago Bajec (1904—1928), pesnik
- Filomena Bajec Fižolnik (1933—2019), baletna solistka
- Franc Ksaver Bajec (1866—1931), rimskokatoliški duhovnik in ameriški izseljenski publicist
- Ivan Bajec (*1949), rimskokatoliški duhovnik in afriški misijonar
- Ivana Bajec (*1990), slikarka
- Ivo Bajec (1932—2018), šahist, šahovski in športni novinar, komentator in publicist
- Iztok Lebar Bajec, računalničar in pedagog
- Janez Bajec (*1947), plastični kirurg
- Jasna Fakin Bajec, zgodovinarka in etnologinja
- Jože Bajec (1913—1983), bibliograf
- Jurij Bajec (*1946), ekonomist, univ. profesor (v Srbiji)
- Karmen Bajec (*1981), slikarka, likovna umetnica
- Katja Bajec Felc (*1972), organistka, zborovodkinja
- Klemen Bajec (*1965), računalnikar
- Marko Bajec, računalnikar, univ. prof.
- Matjaž Bajec (1934—2011), filharmonik, oboist (Maribor in Graz)
- Melita Lemut Bajec, jezikoslovka, prevodoslovka/sociolingvistka?
- Milan Bajec (1920—2007), novinar, urednik (Beograd)
- Pavel Bajec (*1951), duhovnik in misijonar
- Pavla Bajec (1921—2017), redovnica, glasbena vzgojiteljica, likovna oblikovalka, slikarka
- Tilen Bajec, organist (orglavec)
- Viktor Bajec (1909—2006), agronom, mlekarski in živinorejski strokovnjak
- Zdenka Bajec (r. Stritar) (1914—2010), pevka